# Batalla de Jemmingen
La batalla de Jemmingen, librada el 21 de julio de 1568 en el marco de la Guerra de los Ochenta Años, fue una victoria total del ejército de la Monarquía Hispánica al mando de Fernando Álvarez de Toledo y Pimentel, III duque de Alba, en el que derrotó por completo al ejército mercenario de los Países Bajos comandado por Luis de Nassau.

## Campaña
Tras la batalla de Heiligerlee, las tropas mercenarias holandesas comandadas por Luis de Nassau intentaron tomar la ciudad de Groninga, pero el hábil general Fernando Álvarez de Toledo y Pimentel, el III duque de Alba y comandante de los ejércitos españoles, los obligó a retirarse mediante una serie de escaramuzas sin arriesgarse a presentar batalla, ya que una derrota hubiera puesto a todos los Países Bajos a merced de las fuerzas rebeldes holandesas.
Luis de Nassau cometió el error de encerrarse en una península entre los ríos Ems y Dollar, pero que a la vez le supuso una ventaja, debido a los canales y otros obstáculos. El ejército holandés, fuerte en Jemmingen, abrió las esclusas e inundó el campo, entorpeciendo los movimientos de los españoles.

## La batalla
El ejército español avanzó por el campo inundado con el agua a la altura de las rodillas. Su objetivo era llegar a un puente sobre una de las esclusas.
El duque de Alba hizo avanzar a las compañías de los capitanes españoles Marcos de Toledo, Diego Enríquez y Hernando de Añasco para tomarlo, lo que consiguieron con el ataque de los piqueros y los arcabuceros españoles. 
Cuando le llegaron noticias sobre la pérdida del puente, Luis de Nassau observó que era un punto muy importante para ambos y mandó a 4000 hombres a recuperar la posición, que apenas estaba defendida por menos de 50 hombres. El destacamento español resistió una y otra vez las embestidas de los neerlandeses hasta que llegaron los refuerzos españoles: el Tercio Viejo de Lombardía, mandado por Juan de Londoño, y el Tercio Viejo de Sicilia, a cargo del maestre de campo Julián Romero. 

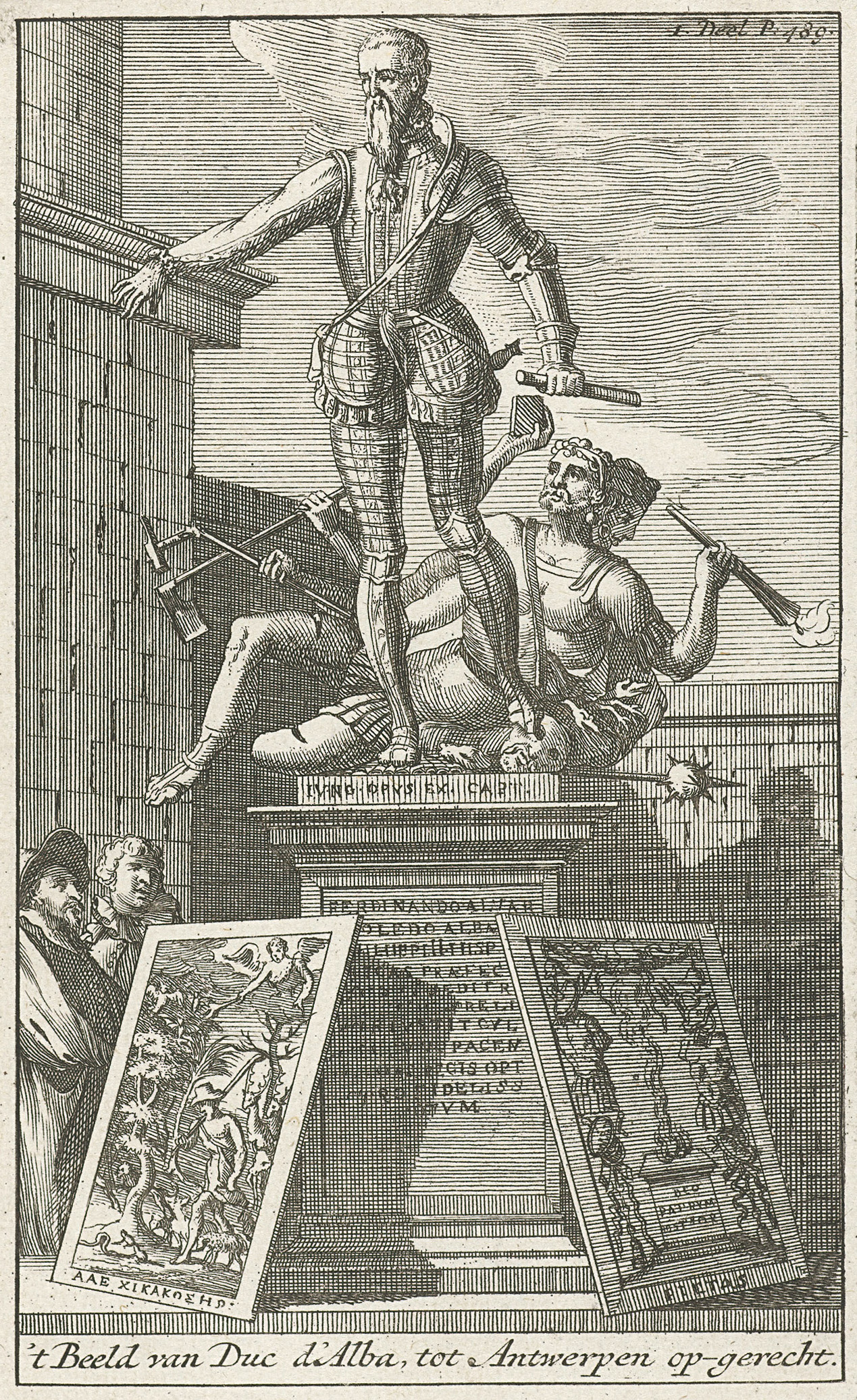
Estatua del duque de Alba en Amberes, conmemorativa de la victoria en Jemmingen.

Los mercenarios neerlandeses decidieron huir ante los refuerzos y los dos tercios viejos emprendieron la persecución, hasta que fueron frenados por fuego de artillería, ya en la primera línea holandesa. Parados allí, los maestres de campo pidieron ayuda y refuerzos al duque de Alba, pues se vieron en una gran inferioridad numérica. El astuto duque de Alba desoyó sus solicitudes y los dejó solos en dicha posición, para usarlos como cebo.
Luis de Nassau, viendo a los dos tercios viejos en actitud expectante, decidió atacarlos con todo su ejército, formado en su mayoría por alemanes. Londoño y Romero esperaron a que se acercara y luego dispararon. El intenso fuego de los arcabuceros españoles frenó al enemigo y lo espantó. Los arcabuceros, viendo que los neerlandeses huían del campo de batalla, los persiguieron y llegando a apoderarse de la artillería holandesa y otras posiciones fortificadas. En esta última acción se destacó por su arrojo el capitán Lope de Figueroa.
El ejército de Luis de Nassau huyó en desbandada. Las tropas imperiales lo persiguieron durante un día entero, convirtiendo la batalla en una carnicería: se contabilizaron 6000 bajas entre los neerlandeses, muchos de ellos ahogados en los canales y el río Ems. Luis de Nassau se disfrazó y nadó para huir.

## Resultado
Como consecuencia de la importante victoria de los ejércitos imperiales, el de Luis de Nassau quedó totalmente destruido y este tuvo que refugiarse en Alemania, dejando al duque de Alba con las manos libres para dirigirse contra su hermano Guillermo de Orange, al que también vencería unos meses después en la batalla de Jodoigne.